# Războiul în epoca napoleoniană

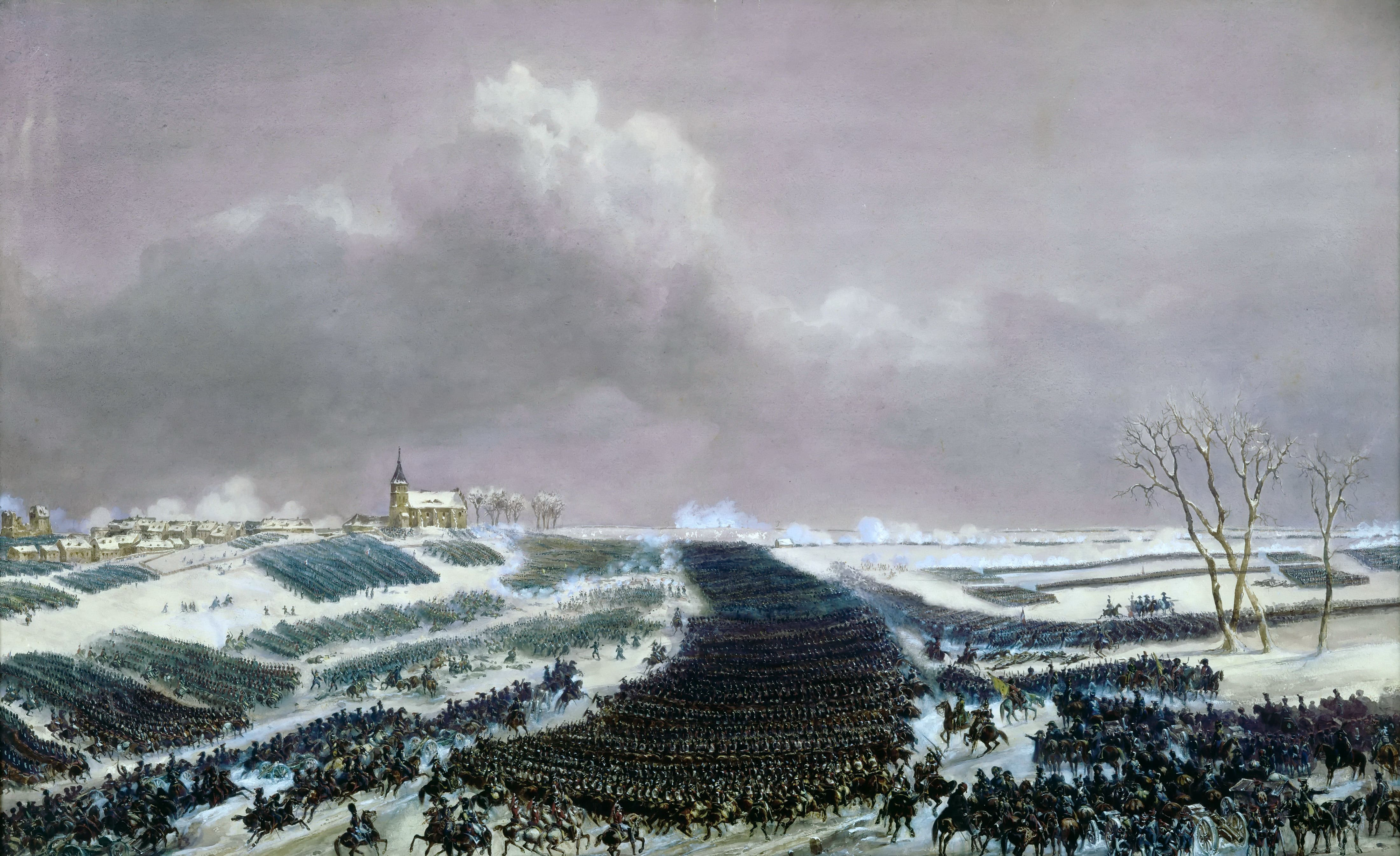
Cavalerie franceză la Eylau

Războiul în epoca napoleoniană se referă la conflictele militare care au avut loc în perioada în care Napoleon Bonaparte a condus Franța. Articolul își propune să prezinte o serie de explicații cu privire la modul cum se desfășurau campaniile militare și cum erau conduse bătăliile în perioada Războaielor napoleoniene (1804-1815), cu referiri și la Războaiele revoluționare franceze. Perioada napoleoniană a marcat o ruptură față de modul cum se purta războiul la începutul și mijlocul secolului al XVIII-lea. În perioada napoleoniană nu se identificase componenta pe care o numim astăzi latura operațională.

## Tipurile de unități combatante
În secoul al XVIII-lea și al XIX-lea, unitățile combatante erau: infanteria, cavaleria și artileria. Fiecare dintre acestea avea puncte forte și puncte slabe, drept pentru care erau folosite în scopuri diferite și trebuiau folosite conjugat.

### Infanteria

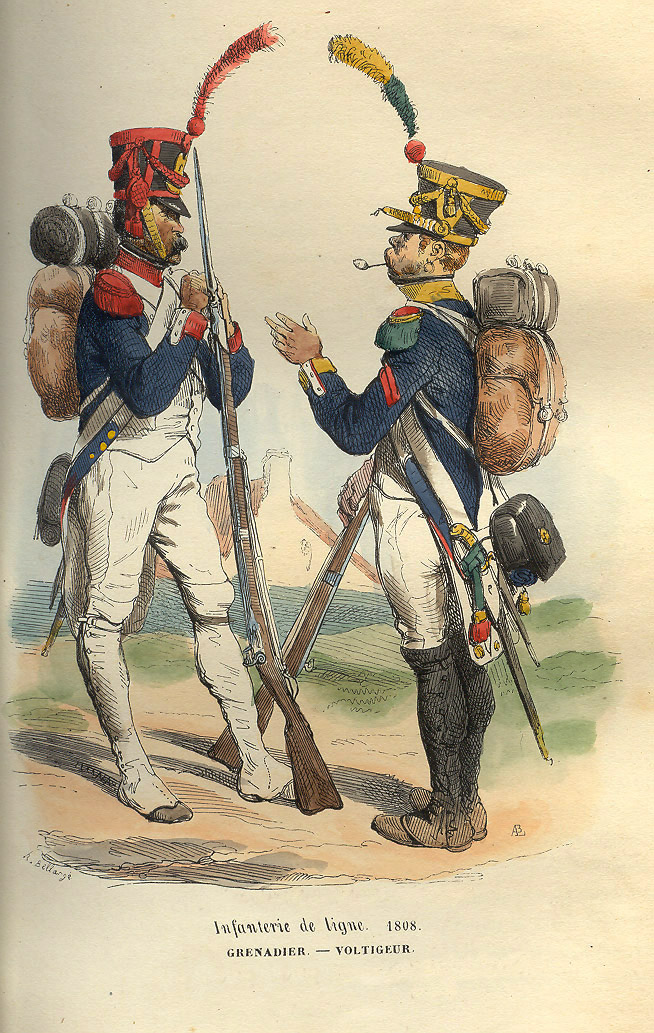
Bellange: Un grenadier și un voltigeur din trupele franceze

Supranumită „Regina câmpului de bătaie”, infanteria reprezenta cea mai numeroasă și mai importantă armă a unei armate a perioadei napoleoniene. Scopurile principale ale acesteia erau de a „lua” (cuceri) și de a „ține” (menține) diferite poziții de pe câmpul de bătălie. Principala armă de infanterie era muscheta dotată cu baionetă, cea mai utilizată fiind muscheta model Charlesville 1777 sau versiunea 1793. Pentru a trage cu această armă, un infanterist trebuia să facă circa 21 de mișcări la fiecare foc tras. Infanteria era împărțită în divizii de minim 2 brigăzi, fiecare brigadă având 2-4 regimente de câte 2-4 batalioane. În plus, batalioanele franceze erau în continuare împărțite în: 6 companii „de centru” și 2 companii „de elită” (una de grenadieri sau carabinieri pedeștri și una de voltigeurs - trăgători de elită sau de vânători). Un batalion avea între 350 și 850 de oameni, media fiind în jur de 600 de oameni. Din cauza problemelor cu care s-a confruntat, armata lui Masséna din Portugalia avea batalioane de doar 300 de oameni. Infanteria se împărțea în 3 categorii: grea, ușoară și „de linie”. Această împărțire ținea teoretic de înălțimea soldaților și de armele pe care le purtau.
- Infanteria „de linie”. Reprezenta cea mai mare parte din armata unei țări și era formată din soldați de statură medie, înarmați cu puști sau muschete dotate cu baionetă. Se considera că acest tip de unități poate lupta eficient pe orice tip de teren. În majoritatea armatelor continentale, erau denumiți fusilieri (pușcași).

- Infanteria grea. Era reprezentată prin soldați cu o înălțime peste medie, care au dat dovadă de un curaj și o conduită exemplare și erau foarte bine înarmați. Exemplul clasic îl reprezintă grenadierii, tip de soldați ce exista în toate armatele Marilor Puteri Continentale. Aceștia, pe lângă muscheta cu baionetă, erau dotați de regulă și cu săbii, ceea ce îi făcea excelenți mai ales pentru lupta corp la corp și atacuri frontale. Deși denumirea sugerează folosirea grenadelor, în fapt, acestea fuseseră abandonate de mai multe decenii și nu erau folosite pe câmpurile de bătălie ale epocii napoleoniene.

- Infanteria ușoară. Reprezenta soldați de mai mic gabarit, specializați pentru lupta pe terenuri dificile: râpe, terenuri denivelate, abrupte, împădurite etc. Deși teoretic trebuiau să fie înarmați cu arme mai ușoare decât infanteria de linie, deseori erau dotați la rândul lor cu puști sau muschete. Termenul francez generic pentru aceste unități este „chasseur" (vânător) iar cel german este „jaeger”. Existau de asemenea, în armata franceză unități denumite „voltigeurs”, soldați de mică înălțime dar antrenați pentru tir, care deci puteau lupta ca franc-tirori.

### Cavaleria

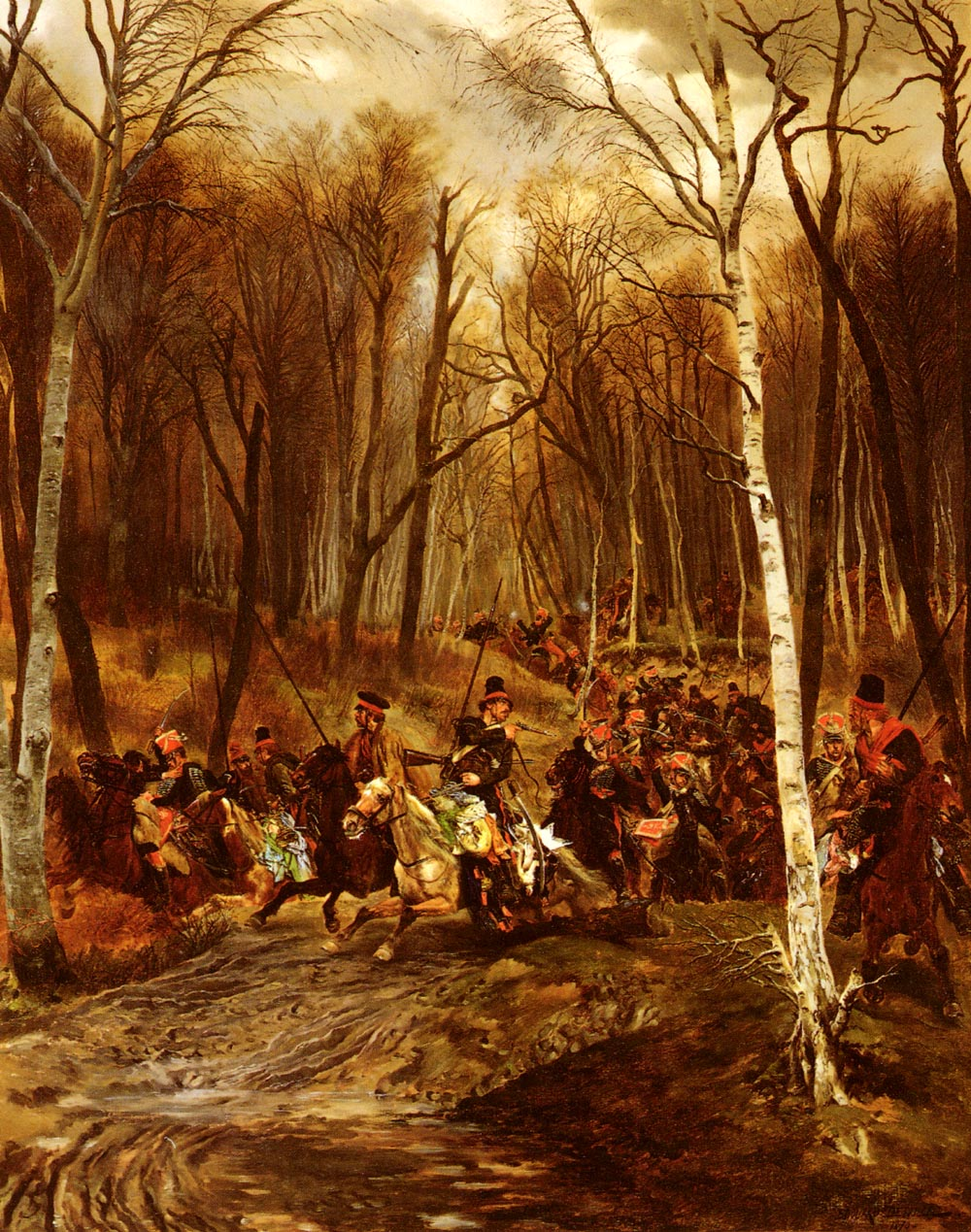
Cazaci atacând trupe franceze

Cavaleria era folosită datorită capacității sale de a „lua” o poziție și grație forței de impact impresionante pe care o au călăreții în galop, aceștia putând produce breșe în liniile inamice (acțiuni de șoc). Odată ce cavaleria cucerea o poziție, era esențial ca infanteria să fie rapid dispusă pe acea poziție, deoarece cavaleria era mult mai puțin capabilă să mențină sau să apere acea poziție. Principala armă de cavalerie era sabia sau spada, dar majoritatea unităților erau înarmate și cu arme de foc: carabine sau pistoale.  În ciuda denumirilor foarte diverse pe care le aveau unitățile din această perioadă, cavaleria se împarte la rândul său în funcție de gabaritul calului, al călărețului și în funcție de armament, în: ușoară, „de linie” (medie) și grea. Misiunea principală a cavaleriei era aceea de a învinge cavaleria inamică, dacă se angaja o luptă de cavalerie, ceea ce nu era întotdeauna cazul. Organizarea era aceeași ca în cazul infanteriei, cu excepția faptului că regimentul se împărțea în 4 escadroane, împărțite în 8 companii de câte aproximativ 60 de oameni.
- Cavaleria de linie. Forma grosul acestei arme și era reprezentată din unități adaptabile, capabile să îndeplinească mai multe tipuri de misiuni: acțiune de șoc, recunoaștere, luptă cu cavaleria inamică, urmărirea inamicului sau acoperirea retragerii. Dragonii, care purtau căști de metal, erau cel mai des întâlnit tip de cavalerie, aceștia fiind deseori antrenați să lupte și pedestru. Tot din această categorie făceau parte și lăncierii, denumiți, în funcție de țară, fie „chevau-légers”, fie „ulani”.

- Cavaleria grea. Acest termen desemna unități cu denumiri foarte diverse, în funcție de țară. Ceea ce aveau în comun era faptul că soldații erau mari de înălțime și călăreau cai masivi. Erau înarmați cu săbii drepte, lungi și cu o pereche de pistoale. Cavaleria grea tipică era reprezentată de cuirasieri, care purtau căști de metal, plastron (platoșe pentru piept și abdomen) și, în anumite țări, purtau și dosieră (platoșe care proteja și spatele). Cu toate acestea, la începutul perioadei napoleoniene, o parte dintre puterile europene (cu excepția Franței și a Austriei) renunțaseră la cuirase, doar pentru a le reintroduce pe parcursul sau după războaiele napoleoniene. Alte tipuri de cavalerie grea o reprezentau carabinierii, grenadierii călare sau „Dragoon Guards”. Unele din aceste unități foloseau și puști scurte (carabine), dar arma principală rămânea sabia, eficiența acestor unități constând în forța de impact și nu în puterea de foc.

- Cavaleria ușoară. Avea ca scop principal cercetarea câmpului de bătălie, escortarea sau patrularea. Erau înarmați cu săbii scurte curbate și cu puști. Principala calitate a acestor unități era viteza. În această categorie intrau husarii, Vânătorii călare (specifici Franței), dragonii ușori. Mai ales husarii erau antrenați pentru luptă și călăreau cai puțin mai masivi decât celelalte tipuri de cavalerie ușoară.

- Unități neregulate. În special Rusia și statele din afara Europei dețineau astfel de unități, dintre care cei mai faimoși sunt cazacii. Aceste trupe, deși aveau o valoare combativă îndoielnică, erau disponibile în număr mare și puteau fi folosite în principal ca cercetași și pentru a întârzia mișcările infanteriei inamice.

### Artileria

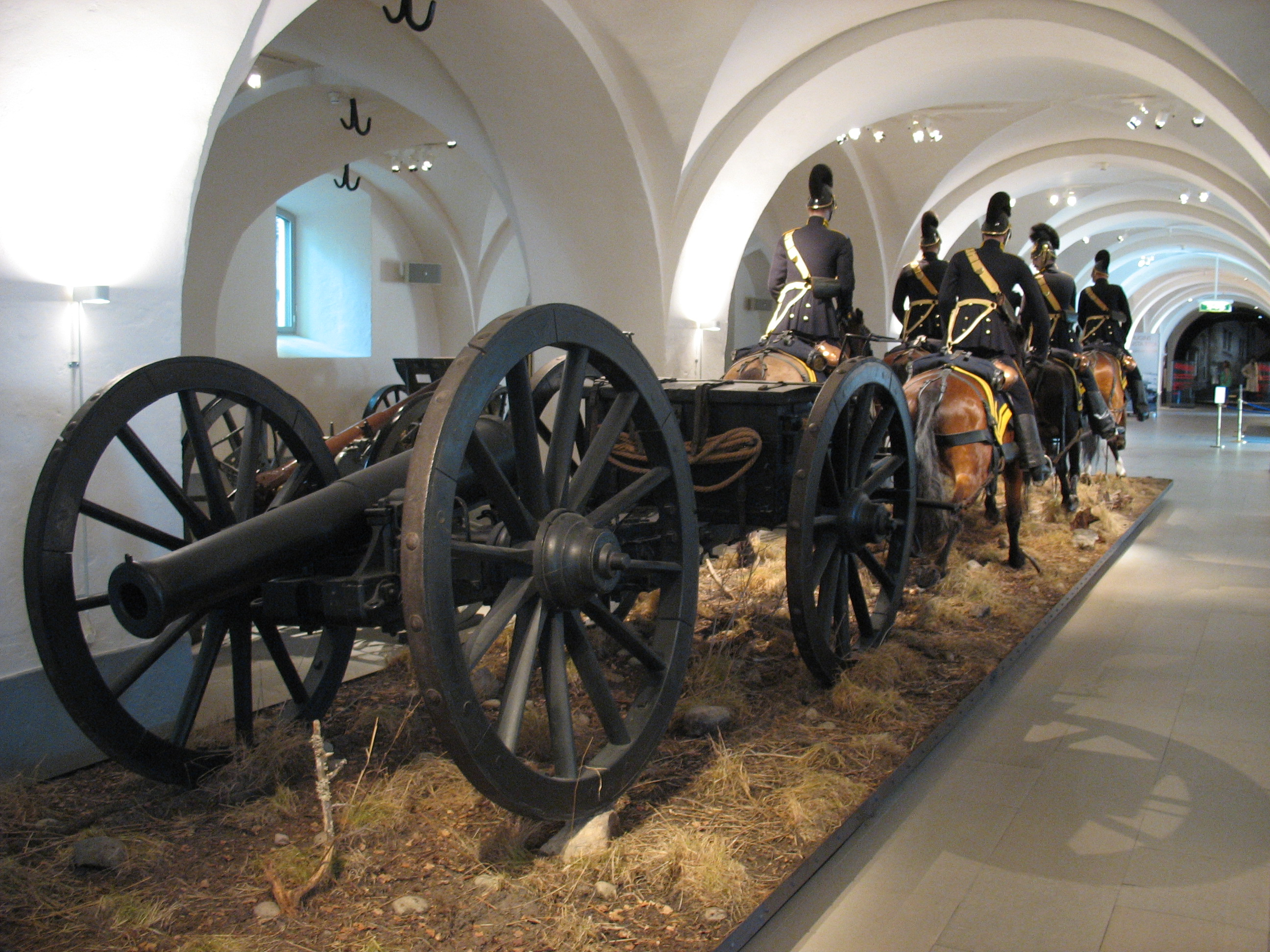
Artilerie ecvestră

Napoleon afirma că „bătăliile sunt câștigate de artilerie”. În timpul său, atât armata franceză, cât și armatele celorlalte puteri, au căutat să standardizeze calibrul pieselor de artilerie, pentru a face mai simplă aprovizionarea cu muniții. Artileria putea fi ecvestră (toți artileriștii erau transportați de furgoanele de muniții sau erau călare), de obicei asociată unităților de cavalerie, sau pedestră (tunurile erau trase de cai, dar artileriștii mergeau pe jos). Artileria ecvestră, mai rapidă, obișnuia să se apropie foarte mult de țintă.  Munițiile erau de patru tipuri: ghiuleaua, obuzul (doar pentru obuziere), mitraliile și încărcăturile incendiare. Ghiulelele de artilerie grea atingeau distanțe de circa 1600 de metri iar mitraliile circa 550 de metri. Un tun era de regulă deservit de 4-8 servanți. Artileria se împărțea în funcție de greutatea ghiulelei sau de calibru: 4, 8, 12 sau chiar 18 livre; se pot aminti obuzierul de 24 de livre (trăgea cu proiectile explozive) și mortierul de 15 cm (folosit pentru a lovi ținte din spatele obstacolelor, utilizat aproape exclusiv ca artilerie de asediu). Tunurile grele (de 12 livre) puteau trage o lovitură pe minut, iar cele mai ușoare, 2 sau 3 lovituri pe minut. Artileria era extrem de vulnerabilă și putea fi capturată sau indisponibilizată ușor (prin înfigerea unui cui care bloca sistemul de tragere) și deci trebuia să se afle întotdeauna în spatele unei linii de infanterie sau cavalerie, dar nu prea departe de inamic.

## Tactica militară
Tactica militară studiază modul cum trebuie folosite împreună armele unei armate, în funcție de teren, pentru a câștiga o bătălie. În mod ideal, pentru a câștiga o bătălie, se considera că este nevoie atât de infanterie, cât și de cavalerie și artilerie, care trebuie să acționeze coordonat. Crucială pentru tactica infanteriei și cavaleriei acelor vremuri era formația de luptă adoptată, aceasta aducând de cele mai multe ori succesul sau eșecul unei acțiuni. Ca în orice altă epocă, atacul din flanc era mult mai eficient decât cel frontal, iar atacul din spate era deseori fatal pentru orice tip de unitate care era atacată astfel. Infanteria era de cele mai multe ori dispusă pentru a folosi armele de foc și, odată ce inamicul începea să cedeze, șarja la baionetă, luptând corp la corp pentru a-l dispersa. Cavaleria folosea rareori carabinele sau muschetele din dotare, ci mai degrabă armele albe și pistoalele. Artileria folosea mitraliile, atunci când inamicul se afla suficient de aproape.

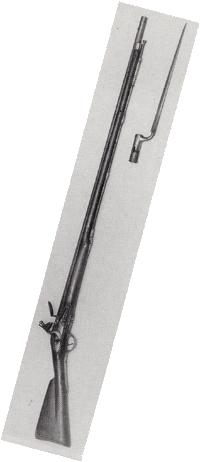
Brown Bess, muschetă britanică din timpul războaielor napoleoniene

De cele mai multe ori, formațiile erau puse în practică individual de fiecare batalion, respectiv escadron. Cu toate acestea, au existat cazuri dese când au fost aduse împreună mai multe batalioane, regimente sau chiar brigăzi, pentru a forma o formație unică, de cele mai multe ori pentru a da un atac decisiv. Cavaleria franceză lupta de regulă cu toate escadroanele unui regiment împreună, în timp ce celelalte puteri continentale optau pentru folosirea individuală a escadroanelor. În 1807, la Bătălia de la Eylau, cea mai mare șarjă de cavalerie din istorie (12 000-14 000 de călăreți francezi) a dus la sistarea oricărei ofensive din partea rușilor, salvându-l pe Napoleon de la o înfrângere certă. Până în 1812, a devenit evident pentru toate statele europene că abordarea franceză era mult mai eficientă. Pentru infanteria continentală, tactica obișnuită era de a avansa în coloană de atac, precedată de trăgătorii de elită. Aceștia din urmă deschideau focul pentru a dezorganiza formația inamică, care era apoi atacată la baionetă de coloana de atac. Armata franceză, în mod obișnuit, avansa cu companiile „de centru” în centru și cu cele „de elită” pe flancuri. Schema clasică era: cavaleria obliga infanteria inamică să formeze careu sau altă formație compactă și deci cu putere de foc scăzută și artileria deschidea focul asupra oamenilor masați aproape unul de altul, cauzând pierderi maxime.

### Formațiile de bătălie
Aceste formații reprezentau un singur batalion sau un singur regiment, fiind regula pentru o luptă eficientă.

#### Coloana
Ideală pentru atac și pentru manevre, coloana era formația tipică pentru armata franceză, dar era destul de des folosită și de celelalte armate. Soldații unui batalion formau un dreptunghi, cu rândurile strânse, din mai multe rânduri de soldați iar această masă de oameni, înaintând destul de rapid, cu baionetele înainte, nelăsând inamici să se interpună între rândurile sale, era eficientă în a dispersa un inamic ai cărui oameni erau împrăștiați pe o suprafață mai mare. Nu același principiu era valabil și pentru cavalerie, care avea deja o forță de șoc enormă, iar o asemenea formație densă nu făcea decât să jeneze atacul. Totuși, cavaleria opta la rândul său uneori pentru dispunerea în coloană, atunci când terenul prezenta obstacole naturale numeroase, sau când era necesară o deplasare în viteză, prin teren accidentat, pentru a ataca pe un front restrâns. Coloana era îndeosebi vulnerabilă la focul artileriei, deoarece o ghiulea, urmându-și traiectoria, ar fi traversat un întreg rând de oameni, omorându-i sau rănindu-i.

#### Linia

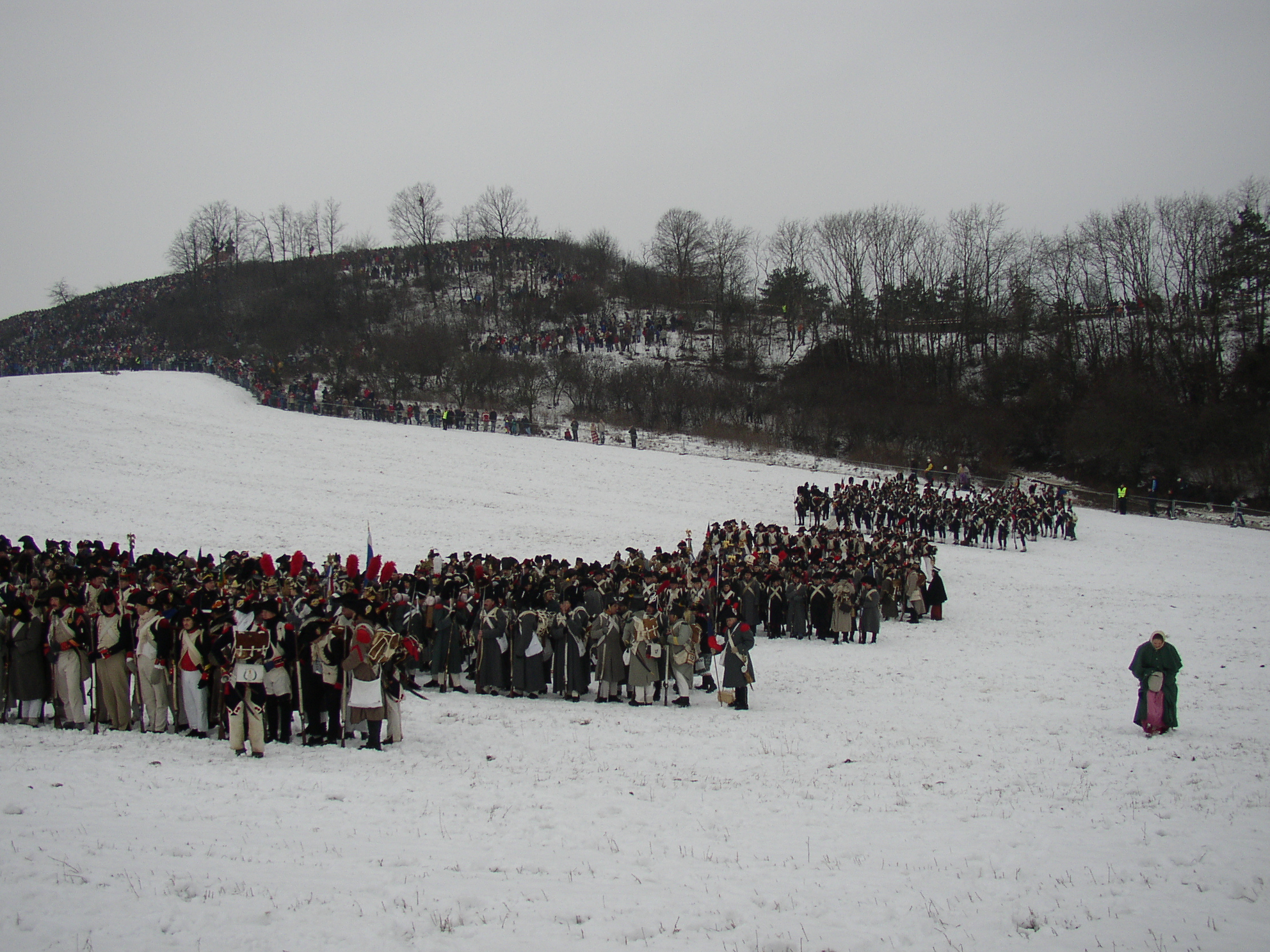
Reconstituire destul de fidelă a unor unități de infanterie dispuse în linii succesive

Dispunerea clasică a batalionului sau escadronului „în linie” era menită să aducă maximum de putere de foc (pentru infanterie), respectiv un raport optim între forța de impact și suprafața impactului (pentru cavalerie). În cazul infanteriei continentale, „linia” era formată din soldații batalionului sau regimentului, dispuși pe trei rânduri succesive. Marea Britanie dispunea infanteria pe două rânduri succesive, iar războiul din peninsula iberică și Campania de la Waterloo au părut să impună superioritatea acestei din urmă abordări. Și aceasta deoarece rândul al treilea de infanterie (cel din spate) apuca să tragă mai rar decât cele din față, sau chiar deloc, dacă trupele erau mai puțin experimentate. Vulnerabilitatea „liniei” rezidă în slaba sa manevrabilitate: era greu să faci soldații să manevreze, să întoarcă și chiar să înainteze, păstrând o dispunere perfectă în linie: unii rămâneau în urmă, sau se depărtau, creând breșe în dispozitiv, soldații tindeau să rupă rândurile mai repede decât într-o formație strânsă, unde mișcarea este împiedicată de soldații din jur. Mai presus decât orice, „linia” era vulnerabilă la flancare, dar nu era atât de vulnerabilă în fața focului de artilerie: o ghiulea care traversa un rând nu omora decât 3, respectiv 2 oameni și rareori mai mulți. Dacă aveau o poziție defensivă avantajoasă (păduri, livezi, teren accidentat), infanteriștii se puteau dispune „ca trăgători” (fr: en tirailleur), ceea ce presupunea că soldații se vor depărta unul de celălalt și vor acoperi o suprafață mai mare. Soldații vor avea o dispunere largă, tip „tablă de șah”, profitând de orice avantaje oferite de relief sau de clădiri. Acest lucru le scădea puterea de foc, infanteria fiind răspândită pe o suprafață foarte mare, dar scădea și vulnerabilitatea față de tirul inamic. Dacă însă linia „de trăgători” era supusă unei șarje de infanterie și mai ales de cavalerie, batalionul respectiv suferea pierderi foarte grele. Această formație a fost adusă la perfecțiune de francezi, celelalte Mari Puteri nereușind niciodată să stăpânească cu adevărat această formație tactică. Avantajele acestei tactici, cvasi-necunoscute de celelalte puteri europene, au putut fi remarcate încă din timpul războaielor revoluționare, dar nu au fost cu adevărat revelate decât la Auerstaedt, unde infanteria excelentului Davout a respins atacuri ale unui inamic mult superior numeric. Cavaleria obișnuia de asemenea să mărească spațiile dintre călăreți atunci când șarja unități de artilerie, tot pentru a micșora pierderile.

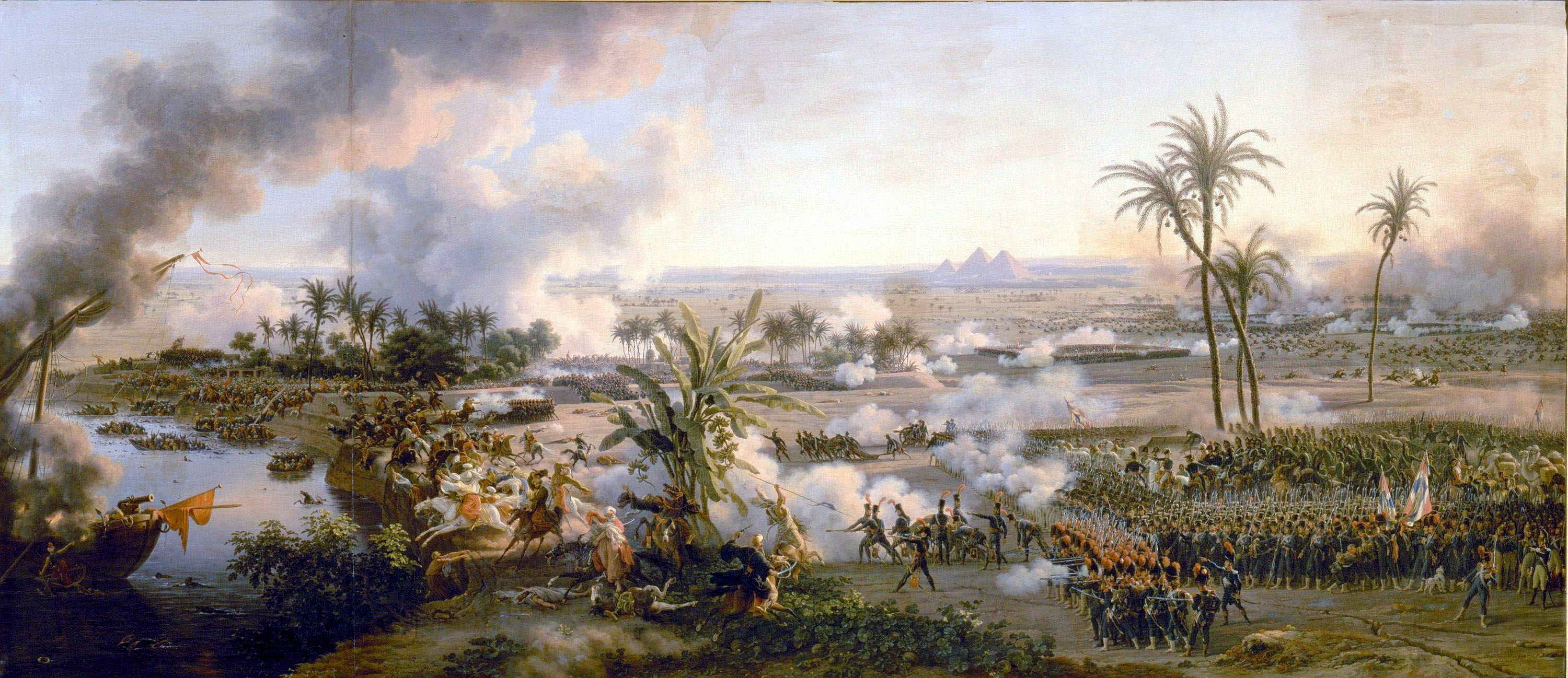
Infanteria franceză dispusă în careu respingând o șarjă a cavaleriei mamelucilor la Piramide

#### Careul
Atunci când era atacată de cavalerie, infanteria era foarte vulnerabilă: călăreții inamici le spărgeau rândurile, se interpuneau între soldați și aveau un avantaj imens în lupta corp la corp, caii mușcau îi călcau în picioare pe cei căzuți în urma șocului inițial și astfel, o unitate de infanterie putea să fie anihilată în nici zece minute. Și aceasta se întâmpla îndeosebi atunci când călăreții, folosindu-și viteza și manevrabilitatea, ajungeau să atace din flanc sau din spate. De aceea, formația standard pentru apărare împotriva cavaleriei era careul: un batalion sau un regiment se dispunea în careu, latura acestuia având trei șiruri de soldați: rândul întâi, îngenunchiați, rândul al doilea în picioare vor deschide focul; rândul al treilea încarcă armele pe care le dă apoi celor din față. Ofițerii și artileriștii se vor proteja, mergând în mijlocul careului. Odată adoptată această dispunere, sincronizarea era esențială: primele 2 rânduri deschid focul în același timp, atunci când cavaleria inamică se află la circa 50 de metri distanță. Astfel, primii cai și călăreți vor cădea, antrenând deseori și căderea celui de-al doilea rând sau obligându-i să reducă viteza pentru a-i ocoli pe cei căzuți. Scăzând viteza, scade forța de impact și crește probabilitatea ca instinctul de conservare al cailor să îi determine să ocolească masa de oameni și de baionete, mai degrabă decât să se „înfigă în aceasta”. Dacă însă se trage nesincronizat, prea devreme sau prea târziu, viteza călăreților nu va scădea suficient și animalele, aflate în plină viteză nu vor mai putea fi oprite doar de baionete. Cele mai mari șanse de a sparge un careu le aveau cuirasierii, cuirasa având șanse bune să facă gloanțele să ricoșeze. Cu toate acestea, în general, cavaleria avea șanse foarte mici de a putea sparge un careu. O asemenea formație nu avea nici „flanc” și nici „spate”, ci patru „fețe.” Careul, fiind o formație foarte compactă era însă extrem de vulnerabil focului artileriei și infanteriei inamice, acesteia din urmă neputându-i răspunde decât cu maxim 1/4 din puterea sa de foc normală (doar soldații de pe latura din dreptul inamicului puteau trage). Dacă însă, din anumite motive, soldații nu puteau deschide focul, careul era extrem de vulnerabil, mai ales pentru cavalerie. A fost cazul la Bătălia de la Fère Champenoise, unde o furtună neașteptată a udat cremenile muschetelor unui regiment din „Tânăra Gardă”. Acești soldați de elită, dispuși în careu nu au putut deschide focul și au fost tăiați în bucăți de cavaleria inamică. 

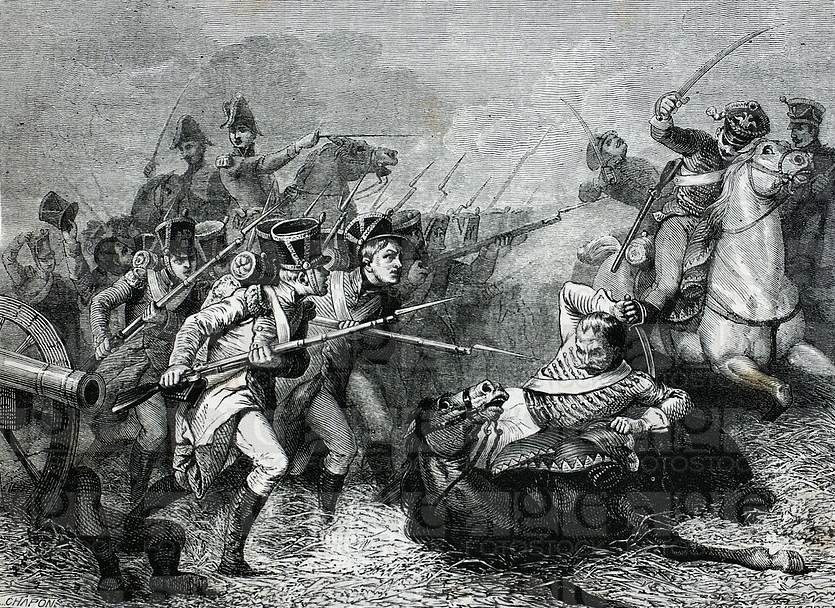
Infanterie respingând cavaleria

### Formațiile complexe
Excepția o constituia o singură formație ce aducea împreună mai multe regimente, mai multe brigăzi sau chiar mai multe divizii. Ele se referă aproape exclusiv la dispunerea infanteriei.  

#### Linia „dublă” și „dispunerea pe patru șiruri”
Ambele formații prezintă avantajul de a menține mai bine linia de bătălie, evitând ca ea să fie străpunsă. Linia dublă reprezenta dispunerea în 2 „linii”, aflate la distanță de câteva zeci de metri una de cealaltă. Dacă prima linie era dispersată de o coloană inamică, cea de-a doua deschidea focul și astfel era puțin probabil ca acea coloană inamică să poată continua. Dispunerea pe patru șiruri era formată din 4 linii de infanteriști, așezate una în fața celeilalte și care deschid în mod succesiv focul asupra atacatorului. Aceasta din urmă, eminamente utilă în defensivă, era folosită aproape exclusiv de britanici, fiind unul dintre factorii succesului lor din peninsula iberică și din Campania de la Waterloo.

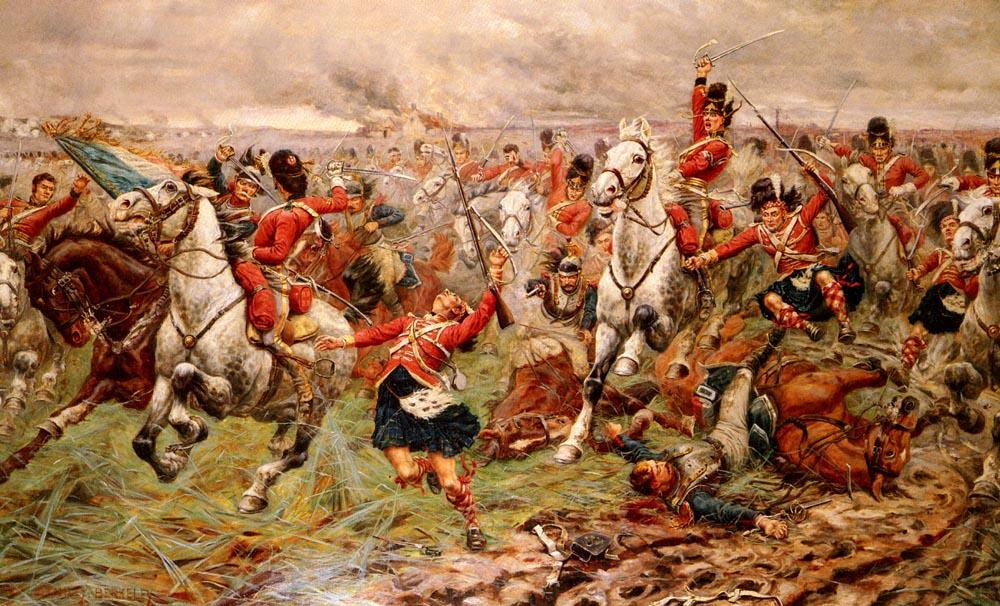
Dragonii englezi Scots Greys în luptă cu cuirasieri francezi la Waterloo

#### Ordinul mixt
Această formație, folosită aproape exclusiv de infanteria franceză, presupunea dispunerea unităților din centrul dispozitivului „în linie” iar cele de pe flancuri formau coloană. Astfel, dispozitivul era apărat împotriva flancării dar, grație batalioanelor din centru care erau dispuse în linie, avea și o putere de foc apreciabilă. În plus, atunci când ataca, batalioanele din centru angajau inamicul în schimb de focuri, în timp ce coloanele de flancuri, manevrabile și destul de rapide, puteau să atace flancul inamic. Ordinul mixt a fost deseori folosit cu rezultate bune: de către generalul Vandamme la Austerlitz sau de către Soult la Albuhera.

#### Coloana „în masă”
Această formație presupunea aranjarea unei întregi brigăzi sau divizii (au fost câteva cazuri în care s-a optat pentru 2 sau 3 divizii reunite) într-o imensă masă compactă, de formă dreptunghiulară, care poate ataca pe un front larg și cu o forță de impact apreciabilă, pentru a penetra linia de luptă inamică, slăbită anterior de focul de artilerie. Puterea de foc a unei asemenea formații este drastic scăzută (doar soldații din prima linie pot deschide focul) și formația în sine este extrem de vulnerabilă focului artileriei. Cu toate acestea, ea este ideală pentru un atac decisiv, oferă protecție sporită împotriva cavaleriei și este destul de manevrabilă. Adoptarea unei asemenea formații era o necesitate în cazul soldaților neexperimentați, deoarece este mai dificil ca aceștia să rupă rândurile sau să nu își mențină poziția, atunci când sunt organizați într-o masă atât de compactă. Este de notat că la Bătălia de la Wagram, mareșalul francez MacDonald a organizat mai multe divizii „în masă”, spărgând linia de luptă inamică. De asemenea, din 1808, această formație a fost preferată de armata austriacă dispunerii în careu, pentru a contra atacul de cavalerie. Decizia a avut rezultate foarte bune mai ales în bătăliile pe teren denivelat, dar careul era mai eficient în câmp deschis pentru a contra cavaleria.

### Formația de marș
Atunci când mărșăluia, mai ales atunci când o făcea pe un drum, o armată a epocii folosea coloana de marș. În mod evident, soldații dispuși astfel se deplasau rapid, dar erau extrem de vulnerabili dacă erau atacați. De asemenea, trecerea de la ordinea de marș la ordinea de bătălie presupunea destul de mult timp.

## Strategia militară
Strategia militară a perioadei amintite căuta, ca în orice altă perioadă din istorie, să răspundă la o întrebare de bază: cum trebuie condusă o campanie militară pentru a câștiga un război sau, dacă acest lucru nu este posibil, cum trebuie condusă campania pentru a câștiga un avantaj cât mai important asupra inamicului? Cu toate acestea, diferențele față de strategia secolului al XVIII-lea sunt foarte importante, mutațiile fiind inspirate de teoreticieni militari cum ar fi von Clausewitz, Guibert, Jomini și mai ales de personalitatea lui Napoleon Bonaparte.

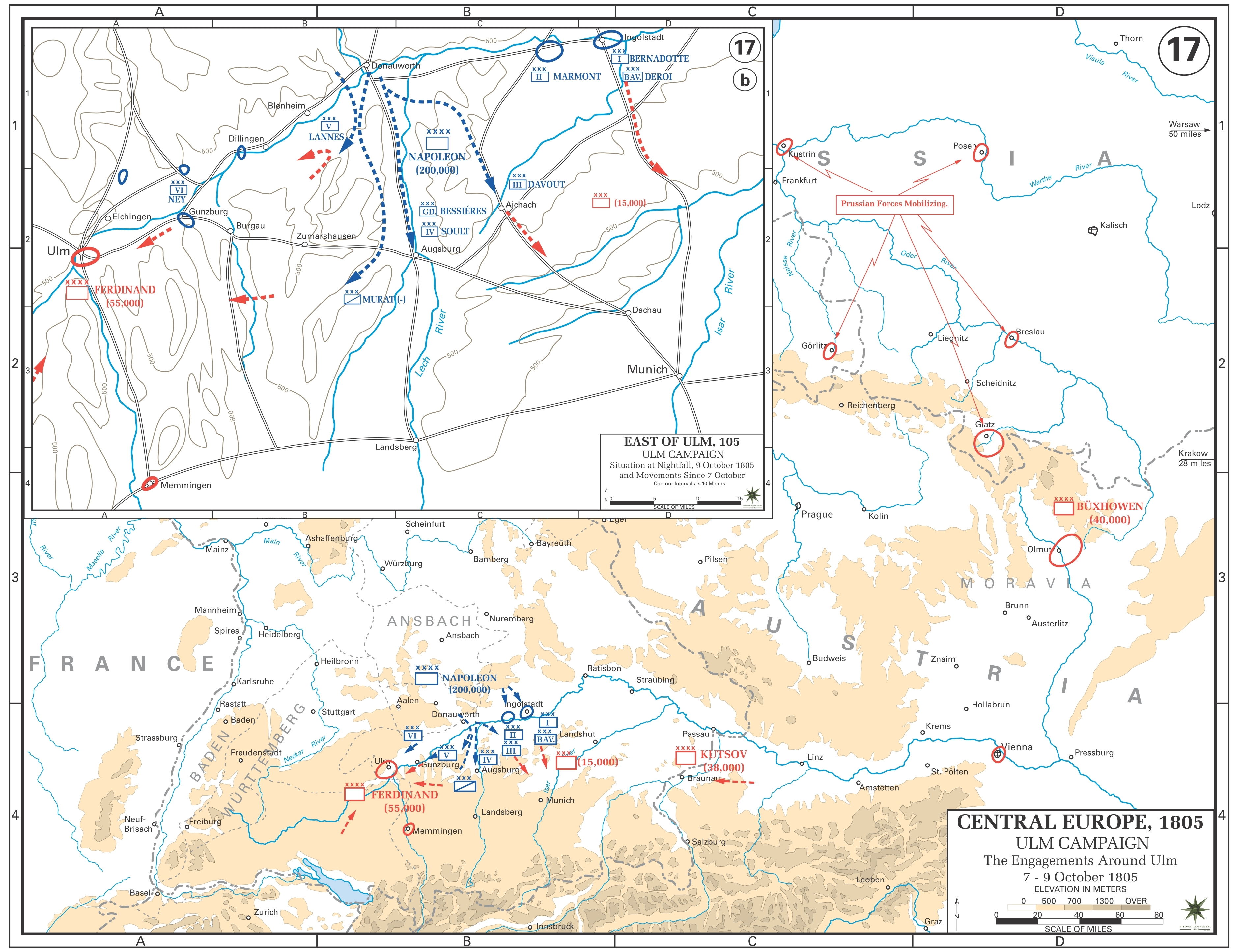
Manevrele de la Ulm, 1805

Creșterea numărului de soldați de care dispunea fiecare țară, folosirea pe scară largă a artileriei au rezultat în schimbarea strategiei față de cea a secolului al XVIII-lea: comandanții nu mai căutau să evite înfruntările și pierderile de vieți omenești, încercând să câștige campania prin manevre, ci erau interesați să întâlnească inamicul și să dea cât mai multe bătălii, în speranța că una dintre acestea va fi decisivă. Napoleon va schimba și mai mult această viziune de sfârșit de secol al XVIII-lea, consacrând ofensiva neîntreruptă.
O a doua inovație strategică importantă este introducerea Corpurilor de Armată. Acest sistem de împărțire a armatei a fost adoptat pentru prima oară de armata franceză în 1805, conform dispozițiilor Împăratului. Astfel, în loc de organizarea tradițională, care presupunea o comandă unică a tuturor diviziilor sau eventual o împărțire în Avangardă și Ariergardă, sistemul Corpului de armată presupunea împărțirea armatei în mai multe armate de mici dimensiuni, fiecare capabilă să lupte pentru un timp scurt pe cont propriu și având propriul său comandant. Astfel, fiecare Corp de armată beneficia de 2-4 divizii de infanterie, o brigadă sau o divizie de cavalerie și de propriul său parc de artilerie. Necesitatea acestei organizări ținea de punerea în practică a strategiei napoleoniene de ofensivă perpetuă: dacă se cere angajarea unei bătălii cât mai devreme în timpul campaniei, atunci este necesar să se știe unde se află inamicul și, pentru a-l localiza, trupele trebuie dispersate pentru a acoperi o arie mai mare. Dar, dispersarea diviziilor face unitățile vulnerabile unui atac al unei armate concentrate, numeroase, care are la dispoziție atât infanterie, cât și cavalerie și artilerie și astfel poate copleși rapid o unitățile mai mici, trimise în recunoaștere. În 1800, Primul Consul Bonaparte aproape a pierdut bătălia de la Marengo, din cauza faptului că a trimis divizii izolate în căutarea inamicului. Din acest motiv, el a optat începând cu 1805 pentru împărțirea pe Corpuri de Armată.  Astfel, această armată în miniatură va acționa tactic, având la dispoziție propria infanterie, cavalerie și artilerie, pentru a angaja inamicul imediat ce îl reperează și să îl rețină până când sosesc întăriri.
În ceea ce privește manevra (denumită de Napoleon „Mare Tactică”), este de notat evoluția de la ordinea de marș grupată pe o axă, sau, oblică (adoptată de armată prusacă), la o formație de marș denumită „batalion pătrat”. Conform acesteia, unitățile militare (preferabil Corpuri de armată) vor fi dispuse astfel încât să descrie un pătrat. Aceste unități se vor afla la o distanță nu mai mare de o jumătate de zi de marș forțat una față de cealaltă, ceea ce înseamnă că, odată reperat inamicul de către una dintre unități, ea va putea primi rapid întăriri. Regruparea bruscă a tuturor acestor unități sau Corpuri i-a asigurat lui Napoleon unele dintre cele mai importante victorii ale sale și l-au salvat de la dezastru la Eylau și în alte câteva ocazii. „Batalionul pătrat” este o inovație adusă exclusiv de Napoleon. 

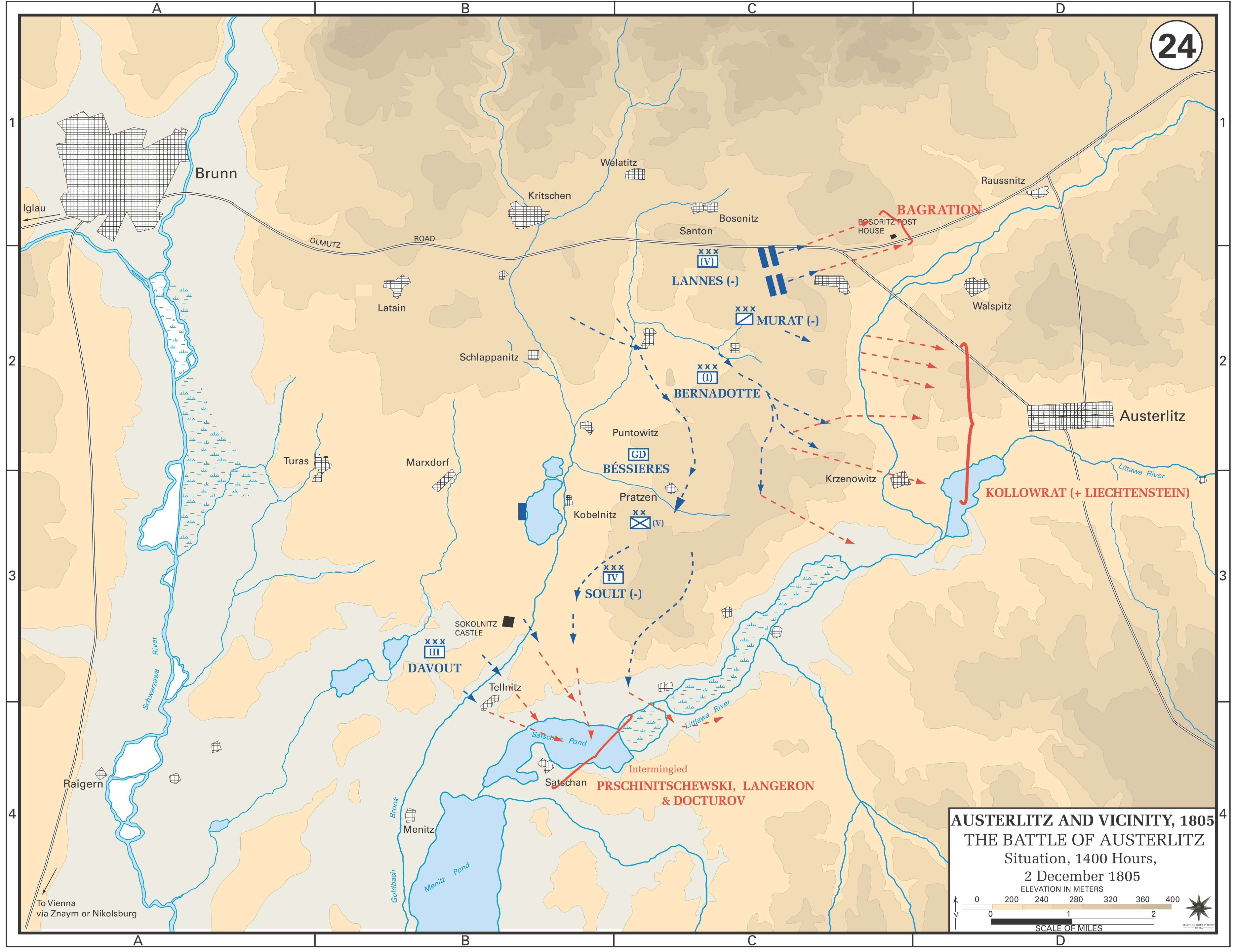
Spargerea centrului austro-rus la Austerlitz

Un alt exemplu de strategie napoleoniană îl constituie „manevra asupra spatelui inamicului”, ceea ce presupune că armata ce deține superioritatea numerică va prelua ofensiva și va trimite o parte din trupe să angajeze frontal inamicul, în timp ce o altă parte va mărșălui pentru a tăia liniile de comunicație inamice și a-l încercui. Manevra aceasta a reușit perfect prin mișcarea de trupe ce a culminat cu bătălia de la Ulm, când Napoleon a încercuit o armată austriacă, făcând aproape 60,000 de prizonieri și a adus de asemenea victoria franceză de la Jena.
Odată ajuns pe câmpul de bătălie, strategia napoleoniană „favorită” era de a organiza atacuri de diversiune asupra unuia dintre flancurile inamice sau asupra ambelor. Inamicul urma să își trimită rezervele pe flanc sau flancuri, astfel că Napoleon ataca puternic centrul. Odată ce centrul inamic ceda, flancurile armatei respective nu mai comunicau, astfel că ele nu mai constituiau o singură entitate ci două entități necoordonate și ușor de învins. Această strategie a adus victoria franceză la Austerlitz dar a eșuat la Waterloo.

Manevra din poziție centrală, mișcarea lui Napoleon care a adus ultimele două victorii ale Imperiului (1815)

În fine, „manevra din poziție centrală” era folosită atunci când trebuia învins un inamic superior numeric, dar ale cărui armate erau împărțite. Armata inferioară numeric se interpunea între cele două armate adverse și, reținând una dintre ele cu forțe inferioare numeric, folosea grosul trupelor pentru a o învinge pe cealaltă. Odată învinsă una dintre armate, se puteau concentra toate forțele disponibile pentru a o învinge și pe cealaltă.

## Logistica
O altă componentă esențială a războiul o reprezintă logistica, adică aprovizionarea armatei cu hrană și muniții, cât și comunicațiile dintre Corpurile de armată. Majoritatea armatelor continentale aveau un sistem bine pus la punct în acest sens, armatele franceză și britanică fiind excepțional de bine organizate din acest punct de vedere. Armata rusă, în schimb, pe tot parcursul războaielor napoleoniene, era aproape total dependentă de regiunea în care se afla pentru a-și procura hrană, ceea ce făcea aceste trupe extrem de predispuse către jaf și atrocități.
Furgoanele cu muniții, hrană și efecte se aflau întotdeauna în spatele liniei de luptă, de obicei în afara razei de acțiune a artileriei inamice. Prezența trupelor inamice în spatele liniei proprii constituia deci un fapt foarte grav, aceste trupe putând ataca armata din spate și mai ales putând captura sau dispersa furgoanele cu muniții și material, periclitând capacitatea armatei de a continua lupta. În anul 1812, la Bătălia de la Borodino, o serie de „pâlcuri” de cazaci au ajuns în spatele liniei franceze. Aceste trupe nu puteau realiza mare lucru, deoarece nu erau susținute de artilerie sau infanterie, dar simpla lor prezență atât de aproape de furgoanele de aprovizionare a stârnit o asemenea panică în rândul comandanților divizionari francezi, încât a trebuit să fie amânat un atac decisiv cu peste 2 ore, timp în care Kutuzov s-a putut replia, scăpând dintr-o situație disperată. La momentul respectiv, această acțiune nu a fost considerată un succes, dar astăzi istoricii militari consideră că cele 2 ore câștigate au dus la evitarea distrugerii armatei ruse.